# عوض محمد باشا
عوض محمد باشا (بالتركية: Hacı İvaz Mehmed Paşa)‏ كان الصدر الأعظم للدولة العثمانية في الفترة ما بين 17 مارس 1739 حتى 23 يونيو 1740.  تُوفي في 1743 بمدينة نافباكتوس. 